# Circuit féminin de l'ITF 2016
Pour un article plus général, voir Circuit féminin de l'ITF.
Le circuit féminin de l'ITF 2016 est la saison 2016 du circuit de tennis féminin organisé par l'ITF. Il représente l'échelon inférieur du circuit professionnel, derrière le WTA Tour. Les tournois qui le composent sont dotés de 10 000 à 100 000 $ et incluent ou non l'hébergement.

## Résultats
| 100 000 $ et 100 000 $ +H |
| 75 000 $ et 75 000 $ +H   |
| 50 000 $ et 50 000 $ +Hq  |
| 25 000 $ et 25 000 $ +H   |
| 10 000 $ et 10 000 $ +Hi  |

### Janvier
| Date       | Lieu du tournoi                    | Surface      | Dotation | Vainqueur           | Finaliste                  | Score          |
| ---------- | ---------------------------------- | ------------ | -------- | ------------------- | -------------------------- | -------------- |
| 4 janvier  | Hong Kong                          | Dur          | 25 000 $ | Viktorija Golubic   | Risa Ozaki                 | 6-3, 6-3       |
| 4 janvier  | Antalya                            | Terre battue | 10 000 $ | Tara Moore          | Anne Schäfer               | 2-6, 7-5, 6-0  |
| 11 janvier | Aurangabad                         | Terre battue | 25 000 $ | Tadeja Majerič      | Valeriya Strakhova         | 6-4, 6-3       |
| 11 janvier | Daytona Beach                      | Terre battue | 25 000 $ | Ons Jabeur          | Olga Fridman               | 0-6, 6-2, 6-4  |
| 11 janvier | Le Caire                           | Terre battue | 10 000 $ | Chantal Škamlová    | Sandra Samir               | 6-1, 4-6, 7-63 |
| 11 janvier | Fort-de-France (Martinique)        | Dur          | 10 000 $ | Irina Ramialison    | Marie Bouzková             | 7-63, 6-2      |
| 11 janvier | Stuttgart                          | Dur (int.)   | 10 000 $ | Anna Blinkova       | Valentíni Grammatikopoúlou | 7-64, 2-6, 6-2 |
| 11 janvier | Hammamet                           | Terre battue | 10 000 $ | Angelica Moratelli  | Karin Kennel               | 6-3, 6-3       |
| 11 janvier | Antalya                            | Terre battue | 10 000 $ | Ekaterine Gorgodze  | Viktoriya Tomova           | 6-4, 6-0       |
| 18 janvier | Guarujá                            | Dur          | 25 000 $ | Montserrat González | Sorana Cîrstea             | 1-6, 7-65, 6-2 |
| 18 janvier | Wesley Chapel                      | Terre battue | 25 000 $ | t                   | Jesika Malečková           | 6-2, 6-2       |
| 18 janvier | Le Caire                           | Terre battue | 10 000 $ | Chantal Škamlová    | Sandra Samir               | 6-4, 6-1       |
| 18 janvier | Petit-Bourg (Guadeloupe)           | Dur          | 10 000 $ | Marie Bouzková      | Théo Gravouil              | 6-4, 6-1       |
| 18 janvier | Astana                             | Dur (int.)   | 10 000 $ | Olga Doroshina      | Alina Silich               | 6-2, 6-4       |
| 18 janvier | Hammamet                           | Terre battue | 10 000 $ | Anastasia Grymalska | Victoria Larrière          | 3-6, 6-2, 6-3  |
| 18 janvier | Antalya                            | Terre battue | 10 000 $ | Lina Gjorcheska     | Ekaterine Gorgodze         | 1-6, 6-3, 6-2  |
| 25 janvier | Andrézieux-Bouthéon                | Dur (int.)   | 50 000 $ | Stefanie Vögele     | An-Sophie Mestach          | 6-1, 6-2       |
| 25 janvier | Maui                               | Dur          | 50 000 $ | Christina McHale    | Raveena Kingsley           | 6-3, 4-6, 6-4  |
| 25 janvier | Bertioga                           | Dur (int.)   | 25 000 $ | Sorana Cîrstea      | Catalina Pella             | 6-1, 64-7, 6-3 |
| 25 janvier | Sunrise                            | Terre battue | 25 000 $ | Ons Jabeur          | Anna Tatishvili            | 3-6, 6-2, 6-1  |
| 25 janvier | Le Caire                           | Terre battue | 10 000 $ | Kamila Kerimbayeva  | Chantal Škamlová           | 6-4, 4-6, 6-1  |
| 25 janvier | Saint-Martin (Antilles françaises) | Dur          | 10 000 $ | Irina Ramialison    | Kelly Versteeg             | 6-1, 6-0       |
| 25 janvier | Hammamet                           | Terre battue | 10 000 $ | Anastasia Grymalska | Audrey Albié               | 7-63, 6-1      |
| 25 janvier | Antalya                            | Terre battue | 10 000 $ | Başak Eraydın       | Ani Amiraghyan             | 3-6, 6-2, 6-4  |

### Février
| Date        | Lieu du tournoi       | Surface             | Dotation  | Vainqueur              | Finaliste           | Score           |
| ----------- | --------------------- | ------------------- | --------- | ---------------------- | ------------------- | --------------- |
| 1er février | Midland               | Dur (int.)          | 100 000 $ | Naomi Broady           | Robin Anderson      | 6-7, 6-0, 6-2   |
| 1er février | Launceston            | Dur                 | 75 000 $  | Han Xinyun             | Alla Kudryavtseva   | 6-1, 6-1        |
| 1er février | Grenoble              | Dur (int.)          | 25 000 $  | Myrtille Georges       | Indy de Vroome      | 7-64, 6-2       |
| 1er février | Charm el-Cheikh       | Dur                 | 10 000 $  | Julia Wachaczyk        | Sofya Zhuk          | 4-6, 6-4, 6-3   |
| 1er février | Glasgow               | Dur (int.)          | 10 000 $  | Anna Zaja              | Maia Lumsden        | 6-4, 6-3        |
| 1er février | Hammamet              | Terre battue        | 10 000 $  | Angelica Moratelli     | Audrey Albié        | 7-63, 6-4       |
| 1er février | Antalya               | Terre battue        | 10 000 $  | Anne Schäfer           | Viktória Kužmová    | 2-6, 6-2, 6-0   |
| 8 février   | Perth                 | Dur                 | 25 000 $  | Jaimee Fourlis         | Jang Su-jeong       | 6-4, 2-6, 7-61  |
| 8 février   | Charm el-Cheikh       | Dur                 | 10 000 $  | Sofya Zhuk             | Julia Terziyska     | 6-2, 6-1        |
| 8 février   | Sunderland            | Dur (int.)          | 10 000 $  | Kathinka von Deichmann | Manon Arcangioli    | 6-3, 7-62       |
| 8 février   | Trnava                | Dur (int.)          | 10 000 $  | Ekaterina Alexandrova  | Karolína Muchová    | 6-1, 6-3        |
| 8 février   | Hammamet              | Terre battue        | 10 000 $  | Angelica Moratelli     | Margot Yerolymos    | 6-2, 6-2        |
| 8 février   | Antalya               | Terre battue        | 10 000 $  | Anne Schäfer           | Sofia Kvatsabaia    | 6-3, 6-1        |
| 15 février  | Perth                 | Dur                 | 25 000 $  | Arina Rodionova        | Aryna Sabalenka     | 6-1, 6-1        |
| 15 février  | Altenkirchen          | Moquette (int.)     | 25 000 $  | Ysaline Bonaventure    | Arantxa Rus         | 6-3, 6-3        |
| 15 février  | New Delhi             | Dur                 | 25 000 $  | Sabina Sharipova       | Nina Stojanović     | 3-6, 6-2, 6-4   |
| 15 février  | Cuernavaca            | Dur                 | 25 000 $  | Marie Bouzková         | Lauren Albanese     | 0-6, 6-0, 6-1   |
| 15 février  | Surprise              | Dur                 | 25 000 $  | Jamie Loeb             | Catherine Bellis    | 3-6, 6-1, 6-3   |
| 15 février  | Charm el-Cheikh       | Dur                 | 10 000 $  | Julia Terziyska        | Varvara Flink       | 6-4, 6-3        |
| 15 février  | Palma Nova (Majorque) | Terre battue        | 10 000 $  | Martina di Giuseppe    | Melanie Stokke      | 7-65, 6-2       |
| 15 février  | Wirral                | Dur (int.)          | 10 000 $  | Silvia Njirić          | Klaartje Liebens    | 3-6, 7-62, 6-3  |
| 15 février  | Hammamet              | Terre battue        | 10 000 $  | Victoria Larrière      | Sandra Samir        | 6-1, 6-4        |
| 15 février  | Antalya               | Terre battue        | 10 000 $  | Elena Gabriela Ruse    | Joséphine Boualem   | 7-63, 0-6, 6-1  |
| 22 février  | Kreuzlingen           | Moquette (int.)     | 50 000 $  | Kristýna Plíšková      | Amra Sadiković      | 7-64, 7-63      |
| 22 février  | Port Pirie            | Dur                 | 25 000 $  | Barbara Haas           | Arina Rodionova     | 6-4, 5-7, 6-4   |
| 22 février  | São Paulo             | Terre battue        | 25 000 $  | Sara Sorribes Tormo    | Andreea Mitu        | 7-5, 6-1        |
| 22 février  | Beinasco              | Terre battue (int.) | 25 000 $  | Isabella Shinikova     | Jessica Pieri       | 1-6, 6-2, 6-2   |
| 22 février  | Moscou                | Dur (int.)          | 25 000 $  | Irina Khromacheva      | Yana Sizikova       | 67-7, 6-4, 6-3  |
| 22 février  | Rancho Santa Fe       | Dur                 | 25 000 $  | Zhang Shuai            | Vania King          | 1-6, 7-5, 6-4   |
| 22 février  | Charm el-Cheikh       | Dur                 | 10 000 $  | Tereza Mihalíková      | Varvara Flink       | 6-1, 6-4        |
| 22 février  | Palma Nova (Majorque) | Terre battue        | 10 000 $  | Olga Sáez Larra        | Isabelle Wallace    | 6-2, 6-4        |
| 22 février  | Hammamet              | Terre battue        | 10 000 $  | Chantal Škamlová       | Déspina Papamichaíl | 6-1, 4-6, 6-3   |
| 22 février  | Antalya               | Terre battue        | 10 000 $  | Elena Gabriela Ruse    | Nina Potočnik       | 7-5, 4-6, 6-2   |
| 29 février  | Mildura               | Gazon               | 25 000 $  | Anastasia Pivovarova   | Barbora Štefková    | 6-4, 4-6, 7-5   |
| 29 février  | Campinas              | Terre battue        | 25 000 $  | Dayana Yastremska      | Alizé Lim           | 6-4, 6-4        |
| 29 février  | Nankin                | Dur                 | 10 000 $  | Anastasia Gasanova     | Hsu Ching-wen       | 6-1, 6-1        |
| 29 février  | Charm el-Cheikh       | Dur                 | 10 000 $  | Viktória Kužmová       | Varvara Flink       | 4-6, 6-2, 6-1   |
| 29 février  | Mâcon                 | Dur (int.)          | 10 000 $  | Claire Feuerstein      | Vesna Dolonc        | 6-2, 4-6, 6-4   |
| 29 février  | Tarragone             | Terre battue        | 10 000 $  | Joséphine Boualem      | Irina Maria Bara    | 7-64, 61-7, 6-2 |
| 29 février  | Hammamet              | Terre battue        | 10 000 $  | Julia Grabher          | Vanda Lukács        | 6-3, 6-3        |
| 29 février  | Antalya               | Terre battue        | 10 000 $  | Viktoriya Tomova       | Susanne Celik       | 4-6, 6-2, 7-5   |

### Mars
| Date    | Lieu du tournoi       | Surface             | Dotation    | Vainqueur              | Finaliste            | Score          |
| ------- | --------------------- | ------------------- | ----------- | ---------------------- | -------------------- | -------------- |
| 7 mars  | Puebla                | Dur (int.)          | 25 000 $    | Irina Khromacheva      | Richèl Hogenkamp     | 6-3, 6-2       |
| 7 mars  | Curitiba              | Terre battue        | 25 000 $    | Catalina Pella         | Cindy Burger         | 5-7, 6-4, 6-2  |
| 7 mars  | Nankin                | Dur                 | 10 000 $    | Liu Fangzhou           | Tian Ran             | 6-3, 6-2       |
| 7 mars  | Charm el-Cheikh       | Dur                 | 10 000 $    | Anna Morgina           | Karolína Muchová     | 1-6, 6-0, 6-3  |
| 7 mars  | Amiens                | Terre battue (int.) | 10 000 $    | Laura Schaeder         | Gioia Barbieri       | 1-6, 6-3, 6-3  |
| 7 mars  | Hammamet              | Terre battue        | 10 000 $    | Isabella Shinikova     | Julia Grabher        | 6-4, 6-4       |
| 7 mars  | Antalya               | Terre battue        | 10 000 $    | Anne Schäfer           | Anastasiya Vasylyeva | 6-3, 6-3       |
| 7 mars  | Weston                | Terre battue        | 10 000 $    | Katerina Stewart       | Chanel Simmonds      | 3-6, 6-2, 6-1  |
| 14 mars | Irapuato              | Dur                 | 25 000 $ +H | Françoise Abanda       | Lesley Kerkhove      | 6-2, 6-4       |
| 14 mars | Canberra              | Terre battue        | 25 000 $    | Eri Hozumi             | Destanee Aiava       | 6-3, 3-6, 7-63 |
| 14 mars | Nankin                | Dur                 | 10 000 $    | Liu Chang              | You Xiaodi           | 4-6, 7-66, 6-1 |
| 14 mars | Charm el-Cheikh       | Dur                 | 10 000 $    | Anna Zaja              | Anastasiya Komardina | 6-4, 7-5       |
| 14 mars | Gonesse               | Terre battue (int.) | 10 000 $    | Kathinka von Deichmann | Olga Sáez Larra      | 6-3, 3-6, 6-4  |
| 14 mars | Hammamet              | Terre battue        | 10 000 $    | Isabella Shinikova     | Irina Maria Bara     | 6-1, 4-6, 7-62 |
| 14 mars | Antalya               | Terre battue        | 10 000 $    | Markéta Vondroušová    | Lisa Sabino          | 6-2, 6-0       |
| 14 mars | Orlando               | Terre battue        | 10 000 $    | Katerina Stewart       | Grace Min            | 6-4, 6-3       |
| 21 mars | Quanzhou              | Dur                 | 50 000 $    | Wang Qiang             | Liu Fangzhou         | 6-2, 6-2       |
| 21 mars | Canberra              | Terre battue        | 25 000 $    | Miyu Kato              | Anna Bondár          | 6-4, 7-63      |
| 21 mars | Naples                | Terre battue        | 25 000 $    | Barbara Haas           | Elizaveta Ianchuk    | 3-6, 6-2, 6-2  |
| 21 mars | São José do Rio Preto | Terre battue        | 10 000 $    | Laura Pigossi          | Fernanda Brito       | 6-1, 7-5       |
| 21 mars | Charm el-Cheikh       | Dur                 | 10 000 $    | Karolína Muchová       | Anastasiya Komardina | 6-0, 6-2       |
| 21 mars | Le Havre              | Terre battue (int.) | 10 000 $    | Martina di Giuseppe    | Sofie Oyen           | 6-3, 6-0       |
| 21 mars | Héraklion             | Dur                 | 10 000 $    | Julie Gervais          | Polina Vinogradova   | 6-3, 7-65      |
| 21 mars | Nishitama             | Dur                 | 10 000 $    | Magdalena Fręch        | Mai Minokoshi        | 7-5, 6-4       |
| 21 mars | Hammamet              | Terre battue        | 10 000 $    | Claudia Giovine        | Elena Gabriela Ruse  | 6-4, 6-0       |
| 21 mars | Antalya               | Dur                 | 10 000 $    | Caroline Roméo         | Aminat Kushkhova     | 6-3, 6-1       |
| 28 mars | Croissy-Beaubourg     | Dur (int.)          | 50 000 $    | Ivana Jorović          | Pauline Parmentier   | 6-1, 4-6, 6-4  |
| 28 mars | Osprey                | Terre battue        | 50 000 $    | Madison Brengle        | Lara Arruabarrena    | 4-6, 6-4, 6-3  |
| 28 mars | Kōfu                  | Dur                 | 25 000 $    | Susanne Celik          | Zhu Lin              | 7-63, 6-3      |
| 28 mars | Manama                | Dur                 | 10 000 $    | Tereza Mihalíková      | Anna Kalinskaya      | 7-5, 6-1       |
| 28 mars | São José dos Campos   | Terre battue        | 10 000 $    | Nadia Podoroska        | Gabriela Cé          | 7-62, 6-1      |
| 28 mars | Charm el-Cheikh       | Dur                 | 10 000 $    | Mariam Bolkvadze       | Sofya Zhuk           | 6-3, 7-5       |
| 28 mars | Héraklion             | Dur                 | 10 000 $    | Aleksandra Pospelova   | Laura Schaeder       | 6-1, 6-4       |
| 28 mars | León                  | Dur                 | 10 000 $    | Renata Zarazúa         | Ana Sofía Sánchez    | 2-6, 6-3, 6-2  |
| 28 mars | Hammamet              | Terre battue        | 10 000 $    | Elena Gabriela Ruse    | Julia Grabher        | 6-4, 6-1       |
| 28 mars | Antalya               | Dur                 | 10 000 $    | Viktoriya Tomova       | Caroline Roméo       | 6-0, 6-4       |

### Avril
| Date     | Lieu du tournoi         | Surface      | Dotation | Vainqueur          | Finaliste               | Score         |
| -------- | ----------------------- | ------------ | -------- | ------------------ | ----------------------- | ------------- |
| 4 avril  | Kashiwa                 | Dur          | 25 000 $ | Jang Su-jeong      | Wang Yafan              | 6-4, 1-6, 6-3 |
| 4 avril  | Changwon                | Dur          | 25 000 $ | Susanne Celik      | Kristie Ahn             | 6-2, 6-0      |
| 4 avril  | Karchi                  | Dur          | 25 000 $ | Rebecca Šramková   | Nina Stojanović         | 6-1, 6-3      |
| 4 avril  | Jackson                 | Terre battue | 25 000 $ | Grace Min          | Paula Badosa Gibert     | 1-6, 6-2, 6-4 |
| 4 avril  | São José do Rio Preto   | Terre battue | 10 000 $ | Paula Ormaechea    | Laura Pigossi           | 6-4, 6-1      |
| 4 avril  | Charm el-Cheikh         | Dur          | 10 000 $ | Manisha Foster     | Oleksandra Korashvili   | 6-4, 7-64     |
| 4 avril  | Héraklion               | Dur          | 10 000 $ | Victoria Kan       | Cristiana Ferrando      | 6-4, 7-5      |
| 4 avril  | Hammamet                | Terre battue | 10 000 $ | Irina Maria Bara   | Tamara Zidanšek         | 6-3, 6-3      |
| 4 avril  | Antalya                 | Dur          | 10 000 $ | Viktoriya Tomova   | Viktória Kužmová        | 7-65, 6-2     |
| 11 avril | Shenzhen                | Dur          | 50 000 $ | Wang Qiang         | Mayo Hibi               | 6-2, 6-0      |
| 11 avril | Istanbul                | Dur          | 50 000 $ | Barbora Štefková   | Anastasia Pivovarova    | 7-5, 2-6, 6-1 |
| 11 avril | Pelham                  | Terre battue | 25 000 $ | Grace Min          | Bernarda Pera           | 6-4, 6-4      |
| 11 avril | Lins                    | Terre battue | 10 000 $ | Paula Ormaechea    | Harmony Tan             | 6-3, 6-2      |
| 11 avril | Charm el-Cheikh         | Dur          | 10 000 $ | Estelle Cascino    | Anastasia Pribylova     | 6-2, 5-7, 6-3 |
| 11 avril | Dijon                   | Dur (int.)   | 10 000 $ | Maria Marfutina    | Ainhoa Atucha Gómez     | 4-6, 6-2, 6-0 |
| 11 avril | Héraklion               | Dur          | 10 000 $ | Raluca Șerban      | Cristiana Ferrando      | 6-3, 7-64     |
| 11 avril | Santa Magherita di Pula | Terre battue | 10 000 $ | Olesya Pervushina  | Bianca Turati           | 7-61, 6-3     |
| 11 avril | Hammamet                | Terre battue | 10 000 $ | Tamara Zidanšek    | Alice Bacquié           | 6-1, 6-0      |
| 11 avril | Antalya                 | Dur          | 10 000 $ | Iryna Shymanovich  | Tina Tehrani            | 6-3, 6-2      |
| 18 avril | Dothan                  | Terre battue | 50 000 $ | Rebecca Peterson   | Taylor Townsend         | 6-4, 6-2      |
| 18 avril | Nanning                 | Dur          | 25 000 $ | Zhang Kailin       | Liu Fangzhou            | 6-3, 6-4      |
| 18 avril | Bauru                   | Terre battue | 10 000 $ | Paula Ormaechea    | Julieta Estable         | 1-6, 6-3, 7-5 |
| 18 avril | Charm el-Cheikh         | Dur          | 10 000 $ | Katie Boulter      | Anastasia Pribylova     | 4-6, 6-3, 7-5 |
| 18 avril | Héraklion               | Dur          | 10 000 $ | Nastassya Burnett  | Diāna Marcinkēviča      | 6-4, 7-64     |
| 18 avril | Santa Magherita di Pula | Terre battue | 10 000 $ | Jasmine Paolini    | Tessah Andrianjafitrimo | 0-1, ab.      |
| 18 avril | Chimkent                | Terre battue | 10 000 $ | Kamila Kerimbayeva | Ekaterina Kazionova     | 6-4, 6-4      |
| 18 avril | Hammamet                | Terre battue | 10 000 $ | Sandra Zaniewska   | Angelica Moratelli      | 7-64, 6-2     |
| 18 avril | Antalya                 | Dur          | 10 000 $ | Iryna Shymanovich  | Dana Kremer             | 6-0, 6-1      |
| 25 avril | Charlottesville         | Terre battue | 50 000 $ | Taylor Townsend    | Grace Min               | 7-5, 6-1      |
| 25 avril | Wiesbaden               | Terre battue | 25 000 $ | Victoria Kan       | Laura Schaeder          | 6-2, 4-6, 6-0 |
| 25 avril | Chiasso                 | Terre battue | 25 000 $ | Isabella Shinikova | Amanda Carreras         | 6-3, 7-61     |
| 25 avril | Villa del Dique         | Terre battue | 10 000 $ | Ellie Halbauer     | Fernanda Brito          | 7-5, 6-2      |
| 25 avril | Tučepi                  | Terre battue | 10 000 $ | Ani Mijačika       | Tereza Mrdeža           | 6-3, 1-6, 6-3 |
| 25 avril | Charm el-Cheikh         | Dur          | 10 000 $ | Julia Wachaczyk    | Samantha Murray         | 6-3, 6-4      |
| 25 avril | Héraklion               | Dur          | 10 000 $ | Diāna Marcinkēviča | Sara Cakarevic          | 6-1, 6-3      |
| 25 avril | Győr                    | Terre battue | 10 000 $ | Bianka Békefi      | Luca Nagymihály         | 3-6, 7-5, 6-2 |
| 25 avril | Santa Magherita di Pula | Terre battue | 10 000 $ | Camilla Scala      | Anna Remondina          | 6-1, 5-7, 6-1 |
| 25 avril | Chimkent                | Terre battue | 10 000 $ | Anna Kalinskaya    | Ilona Kremen            | 6-4, 6-2      |
| 25 avril | Hammamet                | Terre battue | 10 000 $ | Sandra Zaniewska   | Inès Ibbou              | 6-1, 6-4      |
| 25 avril | Manisa                  | Terre battue | 10 000 $ | Lina Gjorcheska    | Alona Fomina            | 6-1, 6-2      |

### Mai
| Date   | Lieu du tournoi         | Surface      | Dotation    | Vainqueur               | Finaliste                 | Score             |
| ------ | ----------------------- | ------------ | ----------- | ----------------------- | ------------------------- | ----------------- |
| 2 mai  | Anning                  | Terre battue | 100 000 $   | Zhang Kailin            | Peng Shuai                | 6-1, 0-6, 4-2 ab. |
| 2 mai  | Cagnes-sur-Mer          | Terre battue | 100 000 $   | Magda Linette           | Carina Witthöft           | 6-3, 7-5          |
| 2 mai  | Gifu                    | Dur          | 75 000 $ +H | Hiroko Kuwata           | Wang Qiang                | 6-2, 2-6, 6-4     |
| 2 mai  | Indian Harbour Beach    | Terre battue | 75 000 $    | Jennifer Brady          | Taylor Townsend           | 6-3, 7-5          |
| 2 mai  | Tunis                   | Terre battue | 50 000 $    | Ons Jabeur              | Romina Oprandi            | 1-6, 6-2, 6-2     |
| 2 mai  | Villa María             | Terre battue | 10 000 $    | Fernanda Brito          | Ellie Halbauer            | 4-6, 6-3, 6-2     |
| 2 mai  | Bol                     | Terre battue | 10 000 $    | Magdaléna Pantůčková    | Gabriela Pantůčková       | 6-1, 4-6, 6-2     |
| 2 mai  | Charm el-Cheikh         | Dur          | 10 000 $    | Noppawan Lertcheewakarn | Prerna Bhambri            | 6-4, 6-1          |
| 2 mai  | Győr                    | Terre battue | 10 000 $    | Vesna Dolonc            | Anastasiya Shoshyna       | 6-3, 7-5          |
| 2 mai  | Santa Magherita di Pula | Terre battue | 10 000 $    | Priscilla Hon           | Jessica Crivelletto       | 6-2, 6-2          |
| 2 mai  | Khimki                  | Dur (int.)   | 10 000 $    | Anastasia Gasanova      | Yana Sizikova             | 3-6, 6-2, 6-3     |
| 2 mai  | Antalya                 | Dur          | 10 000 $    | Ayla Aksu               | Julia Stamatova           | 6-4, 6-1          |
| 9 mai  | Trnava                  | Terre battue | 100 000 $   | Kateřina Siniaková      | Anastasija Sevastova      | 7-64, 5-7, 6-0    |
| 9 mai  | Saint-Gaudens           | Terre battue | 50 000 $ +H | Irina Khromacheva       | María Sákkari             | 1-6, 7-63, 6-1    |
| 9 mai  | Fukuoka                 | Gazon        | 50 000 $    | Ksenia Lykina           | Kyōka Okamura             | 6-2, 62-7, 6-0    |
| 9 mai  | Győr                    | Terre battue | 25 000 $    | Tamara Zidanšek         | Ekaterina Alexandrova     | 6-4, 6-4          |
| 9 mai  | La Marsa                | Terre battue | 25 000 $    | Victoria Kan            | Galina Voskoboeva         | 6-4, 6-4          |
| 9 mai  | Naples                  | Terre battue | 25 000 $    | Valeria Solovieva       | Kayla Day                 | 6-4, 6-0          |
| 9 mai  | Bol                     | Terre battue | 10 000 $    | Gabriela Pantůčková     | Kathinka von Deichmann    | 7-5, 7-5          |
| 9 mai  | Charm el-Cheikh         | Dur          | 10 000 $    | Sara Tomic              | Anna Morgina              | 6-4, 6-1          |
| 9 mai  | Santa Magherita di Pula | Terre battue | 10 000 $    | Olesya Pervushina       | Corinna Dentoni           | 6-3, 3-6, 7-5     |
| 9 mai  | Monzón                  | Dur          | 10 000 $    | Marie Bouzková          | Jessika Ponchet           | 6-4, 6-4          |
| 9 mai  | Båstad                  | Terre battue | 10 000 $    | Karen Barritza          | Cornelia Lister           | 6-4, 6-4          |
| 9 mai  | Antalya                 | Dur          | 10 000 $    | Ayla Aksu               | Sarah Lee                 | 6-1, 4-6, 7-61    |
| 16 mai | Zhengzhou               | Dur          | 50 000 $    | Anastasia Pivovarova    | Lu Jing-Jing              | 6-4, 6-4          |
| 16 mai | Kurume                  | Gazon        | 50 000 $    | Kyōka Okamura           | Nigina Abduraimova        | 7-610, 1-6, 7-5   |
| 16 mai | Goyang                  | Dur          | 25 000 $    | Han Na-lae              | Harriet Dart              | 6-3, 6-2          |
| 16 mai | Caserte                 | Terre battue | 25 000 $    | Isabella Shinikova      | Dalila Jakupović          | 6-2, 4-6, 6-2     |
| 16 mai | Bol                     | Terre battue | 10 000 $    | Tereza Mrdeža           | Tena Lukas                | 6-4, 0-6, 6-1     |
| 16 mai | Charm el-Cheikh         | Dur          | 10 000 $    | Théo Gravouil           | Sri Peddi Reddy           | 7-65, 6-4         |
| 16 mai | Ramat Gan               | Dur          | 10 000 $    | Polina Monova           | Vlada Ekshibarova         | 4-6, 6-1, 6-4     |
| 16 mai | Galați                  | Terre battue | 10 000 $    | Alexandra Perper        | Miriam Bianca Bulgaru     | 6-2, 1-6, 7-65    |
| 16 mai | Båstad                  | Terre battue | 10 000 $    | Patty Schnyder          | Melanie Stokke            | 6-1, 6-3          |
| 16 mai | Hammamet                | Terre battue | 10 000 $    | Lisa Sabino             | Sandra Samir              | 4-6, 7-5, 6-4     |
| 16 mai | Antalya                 | Dur          | 10 000 $    | María Fernanda Herazo   | Marie-Alexandre Leduc     | 6-3, 4-6, 2-1 ab. |
| 23 mai | Tianjin                 | Dur          | 50 000 $    | Aryna Sabalenka         | Nina Stojanović           | 5-7, 6-3, 6-1     |
| 23 mai | Grado                   | Terre battue | 25 000 $    | Ana Bogdan              | Susanne Celik             | 2-6, 6-2, 7-61    |
| 23 mai | Karuizawa               | Gazon        | 25 000 $    | Nigina Abduraimova      | An-Sophie Mestach         | 6-3, 7-5          |
| 23 mai | Incheon                 | Dur          | 25 000 $    | Jeong Su-nam            | Han Na-lae                | 6-4, 4-6, 6-4     |
| 23 mai | Andijan                 | Dur          | 25 000 $    | Sabina Sharipova        | Veronika Kudermetova      | 7-5, 6-0          |
| 23 mai | Bakou                   | Dur          | 10 000 $    | Melis Sezer             | Sadafmoh Tolibova         | 6-1, 2-6, 6-2     |
| 23 mai | Charm el-Cheikh         | Dur          | 10 000 $    | Théo Gravouil           | Ola Abou Zekry            | 6-1, 6-3          |
| 23 mai | La Bisbal d'Empordà     | Terre battue | 10 000 $    | Renata Zarazúa          | Irene Burillo Escorihuela | 63-7, 6-1, 6-4    |
| 23 mai | Ramat Gan               | Dur          | 10 000 $    | Yuliya Kalabina         | Marta Paigina             | 7-5, 6-2          |
| 23 mai | Varsovie                | Terre battue | 10 000 $    | Sabrina Santamaria      | Deborah Chiesa            | 6-1, 6-4          |
| 23 mai | Galați                  | Terre battue | 10 000 $    | Miriam Bianca Bulgaru   | Oana Georgeta Simion      | 6-3, 6-1          |
| 23 mai | Hammamet                | Terre battue | 10 000 $    | Natalija Kostić         | Jade Suvrijn              | 6-2, 4-6, 7-5     |
| 23 mai | Antalya                 | Dur          | 10 000 $    | Elixane Lechemia        | Yuliana Lizarazo          | 6-3, 3-6, 6-4     |
| 30 mai | Marseille               | Terre battue | 100 000 $   | Danka Kovinić           | Hsieh Su-wei              | 6-2, 6-3          |
| 30 mai | Eastbourne              | Gazon        | 50 000 $    | Alison Riske            | Tara Moore                | 4-6, 7-65, 6-3    |
| 30 mai | Brescia                 | Terre battue | 50 000 $    | Karin Knapp             | Jesika Malečková          | 6-1, 6-2          |
| 30 mai | Hódmezővásárhely        | Terre battue | 25 000 $    | Tamara Zidanšek         | Karolína Muchová          | 4-6, 6-2, 6-4     |
| 30 mai | Namangan                | Dur          | 25 000 $    | Barbora Štefková        | Ksenia Lykina             | 7-5, 7-5          |
| 30 mai | Bakou                   | Dur          | 10 000 $    | Stefanie Tan            | Valeriya Zeleva           | 6-1, 6-0          |
| 30 mai | Charm el-Cheikh         | Dur          | 10 000 $    | Jaqueline Cristian      | Chiara Grimm              | 6-4, 6-3          |
| 30 mai | Madrid                  | Terre battue | 10 000 $    | Tess Sugnaux            | Melanie Stokke            | 6-4, 7-5          |
| 30 mai | Kiryat Shmona           | Dur          | 10 000 $    | Marta Paigina           | Ana Veselinović           | 6-3, 6-1          |
| 30 mai | Szczawno-Zdrój          | Terre battue | 10 000 $    | Anastasiya Shoshyna     | Hélène Scholsen           | 6-3, 4-6, 6-4     |
| 30 mai | Galați                  | Terre battue | 10 000 $    | Alexandra Perper        | Irina Fetecău             | 6-2, 7-64         |
| 30 mai | Hammamet                | Terre battue | 10 000 $    | Natalija Kostić         | Jade Suvrijn              | 6-1, 6-0          |
| 30 mai | Antalya                 | Dur          | 10 000 $    | Pemra Özgen             | Lou Brouleau              | 7-5, 6-2          |
| 30 mai | Buffalo                 | Terre battue | 10 000 $    | Caroline Dolehide       | Lauren Herring            | 6-1, 7-5          |

### Juin
| Date    | Lieu du tournoi            | Surface      | Dotation    | Vainqueur                  | Finaliste                  | Score             |
| ------- | -------------------------- | ------------ | ----------- | -------------------------- | -------------------------- | ----------------- |
| 6 juin  | Essen                      | Terre battue | 50 000 $    | Sara Sorribes Tormo        | Karolína Muchová           | 7-65, 6-4         |
| 6 juin  | Surbiton                   | Gazon        | 50 000 $    | Marina Melnikova           | Stéphanie Foretz           | 6-3, 7-66         |
| 6 juin  | Minsk                      | Terre battue | 25 000 $    | Anna Kalinskaya            | Vera Lapko                 | 6-4, 6-3          |
| 6 juin  | Padoue                     | Terre battue | 25 000 $    | Xu Shilin                  | İpek Soylu                 | 5-7, 6-4, 6-3     |
| 6 juin  | Ariake (Tokyo)             | Dur          | 25 000 $    | Akiko Omae                 | Jang Su-jeong              | 6-2, 6-1          |
| 6 juin  | Buenos Aires               | Dur          | 10 000 $    | Victoria Bosio             | Martina Capurro Taborda    | 6-0, 6-2          |
| 6 juin  | Bakou                      | Dur          | 10 000 $    | Kamila Kerimbayeva         | Valeriya Zeleva            | 6-3, 6-2          |
| 6 juin  | Anning                     | Terre battue | 10 000 $    | Kang Jiaqi                 | Sun Xuliu                  | 6-3, 6-2          |
| 6 juin  | Charm el-Cheikh            | Dur          | 10 000 $    | Jaqueline Cristian         | Zhao Qianqian              | 6-1, 6-2          |
| 6 juin  | Madrid                     | Terre battue | 10 000 $    | Margot Yerolymos           | Tess Sugnaux               | 6-3, 4-6, 6-3     |
| 6 juin  | La Possession (La Réunion) | Dur          | 10 000 $    | Chayenne Ewijk             | Estelle Cascino            | 1-6, 6-4, 6-2     |
| 6 juin  | Acre                       | Dur          | 10 000 $    | Vlada Ekshibarova          | Marta Paigina              | 6-3, 6-4          |
| 6 juin  | Puszczykowo                | Dur          | 10 000 $    | Marie Bouzková             | Valeria Savinykh           | 6-2, 6-0          |
| 6 juin  | Velenje                    | Terre battue | 10 000 $    | Gabriela Pantůčková        | Kaja Juvan                 | 4-6, 6-2, 6-0     |
| 6 juin  | Antalya                    | Dur          | 10 000 $    | Zuzana Zlochová            | Nastja Kolar               | 3-6, 6-2, 3-0 ab. |
| 6 juin  | Bethany Beach              | Terre battue | 10 000 $    | Ingrid Neel                | Alexandra Mueller          | 6-3, 6-3          |
| 13 juin | Ilkley                     | Gazon        | 50 000 $    | Evgeniya Rodina            | Rebecca Šramková           | 6-4, 6-4          |
| 13 juin | Szeged                     | Terre battue | 50 000 $    | Viktoriya Tomova           | María Sákkari              | 4-6, 6-0, 6-4     |
| 13 juin | Montpellier                | Terre battue | 25 000 $ +H | Jil Teichmann              | Montserrat González        | 6-2, 7-66         |
| 13 juin | Minsk                      | Terre battue | 25 000 $    | Valentíni Grammatikopoúlou | Anna Kalinskaya            | 6-3, 4-1 ab.      |
| 13 juin | Brunswick                  | Terre battue | 25 000 $    | Nina Stojanović            | Ekaterine Gorgodze         | 6-4, 6-3          |
| 13 juin | Sumter                     | Dur          | 25 000 $    | Catherine Bellis           | Valeria Solovieva          | 6-1, 6-3          |
| 13 juin | Ferghana                   | Dur          | 25 000 $    | Polina Monova              | Sabina Sharipova           | 6-3, 0-6, 6-4     |
| 13 juin | Victoria                   | Dur (int.)   | 10 000 $    | Katharine Fahey            | Jessica Failla             | 6-2, 6-1          |
| 13 juin | Anning                     | Terre battue | 10 000 $    | Xun Fangying               | Kang Jiaqi                 | 6-3, 6-1          |
| 13 juin | Přerov                     | Dur          | 10 000 $    | Lenka Juríková             | Anastasia Zarytska         | 6-2, 6-4          |
| 13 juin | Charm el-Cheikh            | Dur          | 10 000 $    | Jaqueline Cristian         | Ana Savić                  | 7-5, 6-4          |
| 13 juin | Sassuolo                   | Terre battue | 10 000 $    | Jessica Pieri              | Martina Spigarelli         | 6-2, 6-3          |
| 13 juin | Grand Baie                 | Dur          | 10 000 $    | Snehadevi S. Reddy         | Valeria Bhunu              | 6-4, 4-6, 6-3     |
| 13 juin | Alkmaar                    | Terre battue | 10 000 $    | Elyne Boeykens             | Katharina Hering           | 6-3, 7-5          |
| 13 juin | Oeiras                     | Terre battue | 10 000 $    | Angelica Moratelli         | Victoria Bosio             | 6-4, 6-2          |
| 13 juin | Maribor                    | Terre battue | 10 000 $    | Marianna Zakarlyuk         | Nina Potočnik              | 3-6, 7-5, 6-3     |
| 13 juin | Kaohsiung                  | Dur          | 10 000 $    | Lee Hua-chen               | Peangtarn Plipuech         | 64-7, 6-0, 6-0    |
| 13 juin | Antalya                    | Dur          | 10 000 $    | Ayla Aksu                  | Raluca Georgiana Șerban    | 6-3, 6-3          |
| 20 juin | Périgueux                  | Terre battue | 25 000 $    | Jil Teichmann              | Olga Sáez Larra            | 6-3, 6-3          |
| 20 juin | Rome                       | Terre battue | 25 000 $    | Rebecca Šramková           | Réka-Luca Jani             | 6-1, 6-1          |
| 20 juin | Moscou                     | Terre battue | 25 000 $    | Anastasiya Komardina       | Galina Voskoboeva          | 7-63, 4-6, 6-3    |
| 20 juin | Ystad                      | Terre battue | 25 000 $    | Susanne Celik              | Akgul Amanmuradova         | 6-1, 6-3          |
| 20 juin | Lenzerheide                | Terre battue | 25 000 $    | Tamara Korpatsch           | Dalila Jakupović           | 4-6, 6-4, 6-2     |
| 20 juin | Bâton-Rouge                | Dur          | 25 000 $    | Valeria Solovieva          | Jennifer Elie              | 5-7, 6-3, 6-0     |
| 20 juin | Nieuport                   | Terre battue | 10 000 $    | Quirine Lemoine            | Margot Yerolymos           | 6-4, 6-3          |
| 20 juin | Anning                     | Terre battue | 10 000 $    | Tang Haochen               | Lu Jiaxi                   | 6-3, 2-6, 6-3     |
| 20 juin | Sangju                     | Dur          | 10 000 $    | Hanna Chang                | Choi Ji-hee                | 6-2, 6-3          |
| 20 juin | Charm el-Cheikh            | Dur          | 10 000 $    | Zhao Xiaoxi                | Greet Minnen               | 7-66,6-2          |
| 20 juin | Kaltenkirchen              | Terre battue | 10 000 $    | Katharina Hobgarski        | Lisa Matviyenko            | 6-3, 6-3          |
| 20 juin | Grand Baie                 | Dur          | 10 000 $    | Estelle Cascino            | Kyra Shroff                | 3-6, 6-1, 6-3     |
| 20 juin | Breda                      | Terre battue | 10 000 $    | Vivian Heisen              | Kelly Versteeg             | 6-2, 6-1          |
| 20 juin | Cantanhede                 | Moquette     | 10 000 $    | Sinéad Lohan               | Victoria Bosio             | 6-3, 7-5          |
| 20 juin | Maribor                    | Terre battue | 10 000 $    | Milana Spremo              | Manca Pislak               | 7-64, 0-6, 6-2    |
| 20 juin | Kaohsiung                  | Dur          | 10 000 $    | Zhang Ying                 | Erina Hayashi              | 6-0, 7-65         |
| 20 juin | Antalya                    | Dur          | 10 000 $    | Jennifer Zerbone           | Alyona Sotnikova           | 6-3, 5-7, 7-64    |
| 27 juin | Rome                       | Terre battue | 50 000 $    | Silvia Soler Espinosa      | Laura Pous Tió             | 2-6, 6-4, 7-5     |
| 27 juin | Toruń                      | Terre battue | 25 000 $ +H | Isabella Shinikova         | Tadeja Majerič             | 7-5, 4-6, 6-2     |
| 27 juin | Denain                     | Terre battue | 25 000 $    | Nadia Podoroska            | Irina Ramialison           | 6-3, 5-7, 6-4     |
| 27 juin | Stuttgart-Vaihingen        | Terre battue | 25 000 $    | Lina Gjorcheska            | Dalila Jakupović           | 6-2, 3-6, 6-4     |
| 27 juin | Middelbourg                | Terre battue | 25 000 $    | Quirine Lemoine            | Valentíni Grammatikopoúlou | 6-2, 7-5          |
| 27 juin | Helsingborg                | Terre battue | 25 000 $    | Susanne Celik              | Daniela Seguel             | 6-4, 6-2          |
| 27 juin | El Paso                    | Dur          | 25 000 $    | Jamie Loeb                 | Caitlin Whoriskey          | 7-5, 6-3          |
| 27 juin | Banja Luka                 | Terre battue | 10 000 $    | Viktória Kužmová           | Manca Pislak               | 6-0, 6-1          |
| 27 juin | Gimcheon                   | Dur          | 10 000 $    | Jeong Su-nam               | Hanna Chang                | 4-6, 6-2, 6-3     |
| 27 juin | Charm el-Cheikh            | Dur          | 10 000 $    | Greet Minnen               | Ioana Diana Pietroiu       | 7-62, 6-2         |
| 27 juin | Amarante                   | Dur          | 10 000 $    | Andrea Ka                  | Alba Carrillo Marín        | 3-6, 7-66, 7-5    |
| 27 juin | Focșani                    | Terre battue | 10 000 $    | Anastasia Vdovenco         | Cristina Ene               | 7-5, 4-6, 6-1     |
| 27 juin | Kazan                      | Terre battue | 10 000 $    | Amina Anshba               | Anastasia Gasanova         | 5-7, 6-1, 6-0     |
| 27 juin | Antalya                    | Dur          | 10 000 $    | Zuzana Zlochová            | Suzy Larkin                | 6-4, 7-65         |

### Juillet
| Date       | Lieu du tournoi         | Surface      | Dotation  | Vainqueur                  | Finaliste                 | Score |
| ---------- | ----------------------- | ------------ | --------- | -------------------------- | ------------------------- | ----- |
| 4 juillet  | Contrexéville           | Terre battue | 100 000 $ | Pauline Parmentier         | Océane Dodin              |       |
| 4 juillet  | Budapest                | Terre battue | 100 000 $ | Elitsa Kostova             | Viktoriya Tomova          |       |
| 4 juillet  | Versmold                | Terre battue | 50 000 $  | Antonia Lottner            | Tereza Smitková           |       |
| 4 juillet  | Yuxi                    | Dur          | 25 000 $  | Han Na-lae                 | Lu Jiaxi                  |       |
| 4 juillet  | Turin                   | Terre battue | 25 000 $  | Dalila Jakupović           | Lina Gjorcheska           |       |
| 4 juillet  | Bruxelles               | Terre battue | 10 000 $  | Ellen Perez                | Kimberley Zimmermann      |       |
| 4 juillet  | Gimcheon                | Dur          | 10 000 $  | Wang Yan                   | Park Sang-hee             |       |
| 4 juillet  | Charm el-Cheikh         | Dur          | 10 000 $  | Eleni Kordolaimi           | Ana Bianca Mihăilă        |       |
| 4 juillet  | Getxo                   | Terre battue | 10 000 $  | Jessika Ponchet            | Ioana Loredana Roșca      |       |
| 4 juillet  | Amstelveen              | Terre battue | 10 000 $  | Bibiane Weijers            | Arianne Hartono           |       |
| 4 juillet  | Lisbonne                | Dur          | 10 000 $  | María José Luque Moreno    | Emma Laine                |       |
| 4 juillet  | Iași                    | Terre battue | 10 000 $  | Alexandra Perper           | Giorgia Marchetti         |       |
| 4 juillet  | Niš                     | Terre battue | 10 000 $  | Viktória Kužmová           | Mira Antonitsch           |       |
| 4 juillet  | Buca Izmir              | Dur          | 10 000 $  | Ana Veselinović            | Aymet Uzcátegui           |       |
| 11 juillet | Olomouc                 | Terre battue | 50 000 $  | Elizaveta Kulichkova       | Ekaterina Alexandrova     |       |
| 11 juillet | Bursa                   | Terre battue | 50 000 $  | Tournoi non terminé        | Tournoi non terminé       |       |
| 11 juillet | Stockton                | Dur          | 50 000 $  | Alison Van Uytvanck        | Anastasia Pivovarova      |       |
| 11 juillet | Aschaffenbourg          | Terre battue | 25 000 $  | Anna Kalinskaya            | Dalila Jakupović          |       |
| 11 juillet | Winnipeg                | Dur          | 25 000 $  | Francesca Di Lorenzo       | Erin Routliffe            |       |
| 11 juillet | Qujing                  | Dur          | 25 000 $  | Nigina Abduraimova         | Liu Fangzhou              |       |
| 11 juillet | Imola                   | Moquette     | 25 000 $  | Veronika Kudermetova       | Michaëlla Krajicek        |       |
| 11 juillet | Knokke                  | Terre battue | 10 000 $  | Eva Guerrero Álvarez       | Magot Yerolymos           |       |
| 11 juillet | Gimcheon                | Dur          | 10 000 $  | Wang Yan                   | Choi Ji-hee               |       |
| 11 juillet | Charm el-Cheikh         | Dur          | 10 000 $  | Jacqueline Cabaj Awad      | Ioana Pietroiu            |       |
| 11 juillet | Hong Kong               | Dur          | 10 000 $  | Mizuno Kijima              | Varunya Wongteanchai      |       |
| 11 juillet | Prokuplje               | Terre battue | 10 000 $  | Sara Cakarevic             | Satsuki Takamura          |       |
| 18 juillet | Sacramento              | Dur          | 50 000 $  | Sofia Kenin                | Grace Min                 |       |
| 18 juillet | Darmstadt               | Terre battue | 25 000 $  | Tamara Korpatsch           | Fiona Ferro               |       |
| 18 juillet | Bad Waltersdorf         | Terre battue | 10 000 $  | Kathinka von Deichmann     | Gabriela Pantůčková       |       |
| 18 juillet | Charm el-Cheikh         | Dur          | 10 000 $  | Brenda Njuki               | Eleni Kordolaimi          |       |
| 18 juillet | Don Benito              | Moquette     | 10 000 $  | Lisa Sabino                | María José Luque Moreno   |       |
| 18 juillet | Tampere                 | Terre battue | 10 000 $  | Piia Suomalainen           | Emma Laine                |       |
| 18 juillet | Saint-Gervais-les-Bains | Terre battue | 10 000 $  | Chiara Scholl              | Constance Sibille         |       |
| 18 juillet | Hong Kong               | Dur          | 10 000 $  | Ayano Shimizu              | Tang Haochen              |       |
| 18 juillet | Schio                   | Terre battue | 10 000 $  | Valeriya Strakhova         | Lucrezia Stefanini        |       |
| 18 juillet | Astana                  | Dur          | 10 000 $  | Vera Lapko                 | Valeria Savinykh          |       |
| 18 juillet | Târgu Jiu               | Terre battue | 10 000 $  | Jaqueline Cristian         | Gabriela Talabă           |       |
| 18 juillet | Prokuplje               | Terre battue | 10 000 $  | Katarina Jokić             | Sara Cakarevic            |       |
| 18 juillet | Evansville              | Dur          | 10 000 $  | Kennedy Shaffer            | Emina Bektas              |       |
| 25 juillet | Prague                  | Terre battue | 75 000 $  | Antonia Lottner            | Carina Witthöft           |       |
| 25 juillet | Wuhan                   | Dur          | 50 000 $  | Wang Qiang                 | Luksika Kumkhum           |       |
| 25 juillet | Lexington               | Dur          | 50 000 $  | Michaëlla Krajicek         | Arina Rodionova           |       |
| 25 juillet | Horb am Neckar          | Terre battue | 25 000 $  | Tamara Korpatsch           | Tereza Smitková           |       |
| 25 juillet | Campos do Jordão        | Dur          | 25 000 $  | Daniela Seguel             | Aleksandrina Naydenova    |       |
| 25 juillet | Astana                  | Dur          | 25 000 $  | Alyona Sotnikova           | Veronika Kudermetova      |       |
| 25 juillet | Maaseik                 | Terre battue | 10 000 $  | Déborah Kerfs              | Sandra Zaniewska          |       |
| 25 juillet | Charm el-Cheikh         | Dur          | 10 000 $  | Dhruthi Tatachar Venugopal | Victoria Muntean          |       |
| 25 juillet | El Espinar              | Dur          | 10 000 $  | Jessika Ponchet            | Rocío de la Torre Sánchez |       |
| 25 juillet | Pärnu                   | Terre battue | 10 000 $  | Anastasia Zarytska         | Ganna Poznikhirenko       |       |
| 25 juillet | Savitaipale             | Terre battue | 10 000 $  | Julia Wachaczyk            | Georgia Brescia           |       |
| 25 juillet | Târgu Jiu               | Terre battue | 10 000 $  | Julieta Estable            | Alexandra Perper          |       |
| 25 juillet | Palić                   | Terre battue | 10 000 $  | Ágnes Bukta                | Sara Cakarevic            |       |
| 25 juillet | Austin                  | Dur          | 10 000 $  | Marcela Zacarías           | Ashley Kratzer            |       |

### Août
| Date     | Lieu du tournoi       | Surface      | Dotation | Vainqueur               | Finaliste                  | Score |
| -------- | --------------------- | ------------ | -------- | ----------------------- | -------------------------- | ----- |
| 1er août | Granby                | Dur          | 50 000 $ | Jennifer Brady          | Olga Govortsova            |       |
| 1er août | Plzeň                 | Terre battue | 25 000 $ | Natalia Vikhlyantseva   | Anna Kalinskaya            |       |
| 1er août | Bad Saulgau           | Terre battue | 25 000 $ | Tamara Korpatsch        | Jasmine Paolini            |       |
| 1er août | Nonthaburi            | Dur          | 25 000 $ | Akiko Omae              | Olga Doroshina             |       |
| 1er août | Fort Worth            | Dur          | 25 000 $ | Caitlin Whoriskey       | Tara Moore                 |       |
| 1er août | Vienne                | Terre battue | 10 000 $ | Mira Antonitsch         | Petra Krejsová             |       |
| 1er août | Rebecq                | Terre battue | 10 000 $ | Hélène Scholsen         | Ellen Perez                |       |
| 1er août | Vinkovci              | Terre battue | 10 000 $ | Tessah Andrianjafitrimo | Ivania Martinich           |       |
| 1er août | Charm el-Cheikh       | Dur          | 10 000 $ | Kateryna Sliusar        | Ioana Pietroiu             |       |
| 1er août | Valladolid            | Dur          | 10 000 $ | Eva Guerrero Álvarez    | Giulia Gatto-Monticone     |       |
| 1er août | Tarvisio              | Terre battue | 10 000 $ | Manca Pislak            | Federica Bilardo           |       |
| 1er août | Târgu Jiu             | Terre battue | 10 000 $ | Jaqueline Cristian      | Anastasia Vdovenco         |       |
| 8 août   | Coxyde                | Terre battue | 25 000 $ | Richèl Hogenkamp        | Océane Dodin               |       |
| 8 août   | Hechingen             | Terre battue | 25 000 $ | Dalila Jakupović        | Cindy Burger               |       |
| 8 août   | Gatineau              | Dur          | 25 000 $ | Bianca Andreescu        | Ellie Halbauer             |       |
| 8 août   | Naiman                | Dur (int.)   | 25 000 $ | Han Xinyun              | Liu Fangzhou               |       |
| 8 août   | Landisville           | Dur          | 25 000 $ | Laura Robson            | Julia Elbaba               |       |
| 8 août   | Charm el-Cheikh       | Dur          | 10 000 $ | Ioana Pietroiu          | Anhzelika Isaeva           |       |
| 8 août   | Las Palmas (Canaries) | Terre battue | 10 000 $ | Samantha Harris         | Fatma Al-Nabhani           |       |
| 8 août   | Aprilia               | Terre battue | 10 000 $ | Maria Marfutina         | Tatiana Pieri              |       |
| 8 août   | Arad                  | Terre battue | 10 000 $ | Chantal Škamlová        | Laura-Ioana Andrei         |       |
| 8 août   | Moscou                | Terre battue | 10 000 $ | Viktoria Kamenskaya     | Alena Tarasova             |       |
| 15 août  | Westende              | Dur          | 25 000 $ | Anna Blinkova           | Valentíni Grammatikopoúlou |       |
| 15 août  | Leipzig               | Terre battue | 25 000 $ | Olesya Pervushina       | Julia Grabher              |       |
| 15 août  | Graz                  | Terre battue | 10 000 $ | Kateřina Vaňková        | Nicole Rottmann            |       |
| 15 août  | Medellín              | Terre battue | 10 000 $ | Harmony Tan             | Fernanda Brito             |       |
| 15 août  | Charm el-Cheikh       | Dur          | 10 000 $ | Berfu Cengiz            | Anette Munozova            |       |
| 15 août  | Las Palmas (Canaries) | Terre battue | 10 000 $ | Andrea Gámiz            | Emily Arbuthnott           |       |
| 15 août  | Sezze                 | Terre battue | 10 000 $ | Maria Marfutina         | Bianca Turati              |       |
| 15 août  | Oldenzaal             | Terre battue | 10 000 $ | Georgia Brescia         | Chiara Scholl              |       |
| 15 août  | Galați                | Terre battue | 10 000 $ | Giulia Gatto-Monticone  | Oana Georgeta Simion       |       |
| 15 août  | Moscou                | Terre battue | 10 000 $ | Anastasiya Komardina    | Viktoria Kamenskaya        |       |
| 15 août  | Slovenská Ľupča       | Terre battue | 10 000 $ | Lenka Juríková          | Tereza Procházková         |       |
| 15 août  | Kharkiv               | Terre battue | 10 000 $ | Ilona Kremen            | Anastasiya Fedoryshyn      |       |
| 22 août  | Bükfürdő              | Terre battue | 25 000 $ | Georgina García Pérez   | Gabriela Pantůčková        |       |
| 22 août  | Bagnatica             | Terre battue | 25 000 $ | Martina Trevisan        | Katarzyna Piter            |       |
| 22 août  | Tsukuba               | Dur          | 25 000 $ | Peangtarn Plipuech      | Greet Minnen               |       |
| 22 août  | Kharkiv               | Terre battue | 25 000 $ | Anna Kalinskaya         | Valentíni Grammatikopoúlou |       |
| 22 août  | Pörtschach            | Terre battue | 10 000 $ | Lenka Juríková          | Miriam Kolodziejová        |       |
| 22 août  | Wanfercée-Baulet      | Terre battue | 10 000 $ | Kimberley Zimmermann    | Hélène Scholsen            |       |
| 22 août  | Cali                  | Terre battue | 10 000 $ | Sofya Zhuk              | Harmony Tan                |       |
| 22 août  | Čakovec               | Terre battue | 10 000 $ | Magdaléna Pantůčková    | Gabriela Horáčková         |       |
| 22 août  | Charm el-Cheikh       | Dur          | 10 000 $ | Tereza Mihalíková       | Ana Veselinović            |       |
| 22 août  | Nuremberg             | Terre battue | 10 000 $ | Katharina Hobgarski     | Jade Suvrijn               |       |
| 22 août  | Rotterdam             | Terre battue | 10 000 $ | Chiara Scholl           | Karen Barritza             |       |
| 22 août  | Bucarest              | Terre battue | 10 000 $ | Anastasia Vdovenco      | Cristina Ene               |       |
| 22 août  | Caslano               | Terre battue | 10 000 $ | Georgia Brescia         | Cristiana Ferrando         |       |
| 29 août  | Guiyang               | Dur (int.)   | 25 000 $ | Sabina Sharipova        | Guo Hanyu                  |       |
| 29 août  | Barcelone             | Terre battue | 25 000 $ | Océane Dodin            | Ioana Loredana Roșca       |       |
| 29 août  | Noto                  | Moquette     | 25 000 $ | Shiho Akita             | Ayano Shimizu              |       |
| 29 août  | Almaty                | Terre battue | 25 000 $ | Viktoria Kamenskaya     | Anna Blinkova              |       |
| 29 août  | Mamaia                | Terre battue | 25 000 $ | Jessica Pieri           | Jasmine Paolini            |       |
| 29 août  | Sankt Pölten          | Terre battue | 10 000 $ | Lenka Juríková          | Kristína Schmiedlová       |       |
| 29 août  | Prague                | Terre battue | 10 000 $ | Petra Krejsová          | Miriam Kolodziejová        |       |
| 29 août  | Charm el-Cheikh       | Dur          | 10 000 $ | Tereza Mihalíková       | Valeria Bhunu              |       |
| 29 août  | Batoumi               | Terre battue | 10 000 $ | Mariam Bolkvadze        | Aleksandra Pospelova       |       |
| 29 août  | Duino-Aurisina        | Terre battue | 10 000 $ | Claudia Giovine         | Deborah Chiesa             |       |
| 29 août  | Yeongwol              | Dur          | 10 000 $ | Hong Seung-yeon         | Kim Da-bin                 |       |
| 29 août  | Schoonhoven           | Terre battue | 10 000 $ | Chiara Scholl           | Chloé Paquet               |       |
| 29 août  | Vrnjačka Banja        | Terre battue | 10 000 $ | Sofya Golubovskaya      | Bojana Marković            |       |
| 29 août  | Sion                  | Terre battue | 10 000 $ | Lucia Bronzetti         | Karin Kennel               |       |

### Septembre
| Date         | Lieu du tournoi          | Surface      | Dotation    | Vainqueur                 | Finaliste               | Score |
| ------------ | ------------------------ | ------------ | ----------- | ------------------------- | ----------------------- | ----- |
| 5 septembre  | Budapest                 | Terre battue | 50 000 $    | Irina Khromacheva         | Cindy Burger            |       |
| 5 septembre  | Sofia                    | Terre battue | 25 000 $    | Viktoria Kamenskaya       | Viktoriya Tomova        |       |
| 5 septembre  | Telavi                   | Terre battue | 25 000 $    | Veronika Kudermetova      | Deniz Khazaniuk         |       |
| 5 septembre  | Engis                    | Terre battue | 10 000 $    | Chiara Scholl             | Déborah Kerfs           |       |
| 5 septembre  | Prague                   | Terre battue | 10 000 $    | Magdaléna Pantůčková      | Laura-Ioana Andrei      |       |
| 5 septembre  | Charm el-Cheikh          | Dur          | 10 000 $    | Britt Geukens             | Ana Bianca Mihăilă      |       |
| 5 septembre  | Kyoto                    | Dur (int.)   | 10 000 $    | Miki Miyamura             | Haruna Arakawa          |       |
| 5 septembre  | Yeongwol                 | Dur          | 10 000 $    | Kim Na-ri                 | Zhao Di                 |       |
| 5 septembre  | Alphen-sur-le-Rhin       | Terre battue | 10 000 $    | Chayenne Ewijk            | Suzan Lamens            |       |
| 5 septembre  | Ponta Delgada (Açores)   | Dur          | 10 000 $    | Alba Carrillo Marín       | Ioana Loredana Roșca    |       |
| 5 septembre  | Hammamet                 | Terre battue | 10 000 $    | Fanny Östlund             | Ana Savić               |       |
| 5 septembre  | Boutcha                  | Terre battue | 10 000 $    | Mariya Koryttseva         | Alexandra Perper        |       |
| 12 septembre | Biarritz                 | Terre battue | 100 000 $   | Rebecca Šramková          | Martina Trevisan        |       |
| 12 septembre | Zhuhai                   | Dur          | 50 000 $    | Olga Govortsova           | İpek Soylu              |       |
| 12 septembre | Atlanta                  | Dur          | 50 000 $    | Elise Mertens             | Melanie Oudin           |       |
| 12 septembre | Dobritch                 | Terre battue | 25 000 $    | Kathinka von Deichmann    | Isabella Shinikova      |       |
| 12 septembre | Hódmezővásárhely         | Terre battue | 25 000 $    | Irina Maria Bara          | Dejana Radanović        |       |
| 12 septembre | Boutcha                  | Terre battue | 25 000 $    | Anastasiya Komardina      | Deniz Khazaniuk         |       |
| 12 septembre | Lubbock                  | Dur          | 25 000 $    | Viktória Kužmová          | Freya Christie          |       |
| 12 septembre | Říčany                   | Terre battue | 10 000 $    | Katharina Gerlach         | Miriam Kolodziejová     |       |
| 12 septembre | Charm el-Cheikh          | Dur          | 10 000 $    | Ana Bianca Mihăilă        | Zeel Desai              |       |
| 12 septembre | Madrid                   | Dur          | 10 000 $    | Nuria Párrizas Díaz       | Jacqueline Cabaj Awad   |       |
| 12 septembre | Ashkelon                 | Dur          | 10 000 $    | Jennifer Zerbone          | Vlada Ekshibarova       |       |
| 12 septembre | Santa Margherita di Pula | Terre battue | 10 000 $    | Alice Balducci            | Tess Sugnaux            |       |
| 12 septembre | Pétange                  | Dur (int.)   | 10 000 $    | Elixane Lechemia          | Magali Kempen           |       |
| 12 septembre | Ponta Delgada (Açores)   | Dur          | 10 000 $    | Inês Murta                | Maria João Koehler      |       |
| 12 septembre | Hammamet                 | Terre battue | 10 000 $    | Sviatlana Pirazhenka      | Sofía Luini             |       |
| 19 septembre | Saint-Pétersbourg        | Dur (int.)   | 100 000 $   | Natalia Vikhlyantseva     | Donna Vekić             |       |
| 19 septembre | Albuquerque              | Dur          | 75 000 $    | Mandy Minella             | Verónica Cepede Royg    |       |
| 19 septembre | Saint-Malo               | Terre battue | 50 000 $ +H | Maryna Zanevska           | Camilla Rosatello       |       |
| 19 septembre | Tweed Heads              | Dur          | 25 000 $    | Lizette Cabrera           | Destanee Aiava          |       |
| 19 septembre | Podgorica                | Terre battue | 25 000 $    | Quirine Lemoine           | Paula Ormaechea         |       |
| 19 septembre | Hua Hin                  | Dur          | 25 000 $    | Gao Xinyu                 | Shiho Akita             |       |
| 19 septembre | Brno                     | Terre battue | 10 000 $    | Miriam Kolodziejová       | Diana Šumová            |       |
| 19 septembre | Charm el-Cheikh          | Dur          | 10 000 $    | Riya Bhatia               | Ana Bianca Mihăilă      |       |
| 19 septembre | Madrid                   | Dur          | 10 000 $    | Nuria Párrizas Díaz       | Cristina Bucșa          |       |
| 19 septembre | Nottingham               | Dur          | 10 000 $    | Margot Yerolymos          | Eden Silva              |       |
| 19 septembre | Kiryat Gat               | Dur          | 10 000 $    | Melis Sezer               | Hélène Scholsen         |       |
| 19 septembre | Santa Margherita di Pula | Terre battue | 10 000 $    | Ylena In-Albon            | Alice Balducci          |       |
| 19 septembre | Chimkent                 | Terre battue | 10 000 $    | Kamila Kerimbayeva        | Daria Kruzhkova         |       |
| 19 septembre | Hammamet                 | Terre battue | 10 000 $    | Katharina Hobgarski       | Fernanda Brito          |       |
| 26 septembre | Las Vegas                | Dur          | 50 000 $    | Alison Van Uytvanck       | Sofia Kenin             |       |
| 26 septembre | Brisbane                 | Dur          | 25 000 $    | Lizette Cabrera           | Viktória Kužmová        |       |
| 26 septembre | Clermont-Ferrand         | Dur (int.)   | 25 000 $    | Richèl Hogenkamp          | Jasmine Paolini         |       |
| 26 septembre | Iizuka                   | Dur          | 25 000 $    | Chang Kai-chen            | Jang Su-jeong           |       |
| 26 septembre | Hua Hin                  | Dur          | 25 000 $    | Arantxa Rus               | Nicha Lertpitaksinchai  |       |
| 26 septembre | Stillwater               | Dur          | 25 000 $    | Danielle Collins          | Caroline Dolehide       |       |
| 26 septembre | Sozopol                  | Dur          | 10 000 $    | Dejana Radanović          | Andreea Amalia Roșca    |       |
| 26 septembre | Charm el-Cheikh          | Dur          | 10 000 $    | Anna Morgina              | Dea Herdželaš           |       |
| 26 septembre | Melilla                  | Terre battue | 10 000 $    | Harmony Tan               | María José Luque Moreno |       |
| 26 septembre | Roehampton               | Dur          | 10 000 $    | Victoria Larrière         | Dasha Ivanova           |       |
| 26 septembre | Tibériade                | Dur          | 10 000 $    | Melis Sezer               | Vlada Ekshibarova       |       |
| 26 septembre | Santa Margherita di Pula | Terre battue | 10 000 $    | Claudia Giovine           | Alice Balducci          |       |
| 26 septembre | Chimkent                 | Terre battue | 10 000 $    | Ulyana Ayzatulina         | Gozal Ainitdinova       |       |
| 26 septembre | Chișinău                 | Terre battue | 10 000 $    | Ilona Georgiana Ghioroaie | Veronika Kapshay        |       |
| 26 septembre | Hammamet                 | Terre battue | 10 000 $    | Katharina Hobgarski       | Fernanda Brito          |       |
| 26 septembre | Charleston               | Terre battue | 10 000 $    | Nicole Coopersmith        | Ingrid Gamarra Martins  |       |

### Octobre
| Date       | Lieu du tournoi          | Surface         | Dotation    | Vainqueur                 | Finaliste             | Score |
| ---------- | ------------------------ | --------------- | ----------- | ------------------------- | --------------------- | ----- |
| 3 octobre  | Toowoomba                | Dur             | 25 000 $    | Dalma Gálfi               | Katy Dunne            |       |
| 3 octobre  | Santa Margherita di Pula | Terre battue    | 25 000 $    | Martina Trevisan          | Beatriz Haddad Maia   |       |
| 3 octobre  | Redding                  | Dur             | 25 000 $    | Françoise Abanda          | Sachia Vickery        |       |
| 3 octobre  | Sozopol                  | Dur             | 10 000 $    | Oana Gavrilă              | Andreea Roșca         |       |
| 3 octobre  | Bol                      | Terre battue    | 10 000 $    | Gabriela Pantůčková       | Nina Potočnik         |       |
| 3 octobre  | Charm el-Cheikh          | Dur             | 10 000 $    | Dea Herdželaš             | Anna Morgina          |       |
| 3 octobre  | Telde                    | Terre battue    | 10 000 $    | Giulia Gatto-Monticone    | Leonie Küng           |       |
| 3 octobre  | Tarakan                  | Dur (int.)      | 10 000 $    | Kaitlyn Christian         | Haruka Kaji           |       |
| 3 octobre  | Ramat Ha-Sharon          | Dur             | 10 000 $    | Marta Paigina             | Vlada Ekshibarova     |       |
| 3 octobre  | Chimkent                 | Terre battue    | 10 000 $    | Kamila Kerimbayeva        | Gozal Ainitdinova     |       |
| 3 octobre  | Mexico                   | Dur             | 10 000 $    | Emina Bektas              | Victoria Rodríguez    |       |
| 3 octobre  | Chișinău                 | Terre battue    | 10 000 $    | Ilona Georgiana Ghioroaie | Adriana Sosnovschi    |       |
| 3 octobre  | Porto                    | Terre battue    | 10 000 $    | Nina Stadler              | Inês Murta            |       |
| 3 octobre  | Hua Hin                  | Dur             | 10 000 $    | Guo Hanyu                 | Karman Thandi         |       |
| 3 octobre  | Hammamet                 | Terre battue    | 10 000 $    | Katharina Hobgarski       | Barbara Kötelesová    |       |
| 3 octobre  | Hilton-Head              | Terre battue    | 10 000 $    | Tournoi non terminé       | Tournoi non terminé   |       |
| 10 octobre | Cairns                   | Dur             | 25 000 $    | Olivia Rogowska           | Viktória Kužmová      |       |
| 10 octobre | Équeurdreville           | Dur (int.)      | 25 000 $    | Arantxa Rus               | Maryna Zanevska       |       |
| 10 octobre | Santa Margherita di Pula | Terre battue    | 25 000 $    | Tereza Mrdeža             | Cindy Burger          |       |
| 10 octobre | Makinohara               | Moquette        | 25 000 $    | Ksenia Lykina             | Riko Sawayanagi       |       |
| 10 octobre | Lagos                    | Dur             | 25 000 $    | Tadeja Majerič            | Conny Perrin          |       |
| 10 octobre | Bol                      | Terre battue    | 10 000 $    | Kaja Juvan                | Tena Lukas            |       |
| 10 octobre | Charm el-Cheikh          | Dur             | 10 000 $    | Sarah-Rebecca Sekulic     | Sandra Samir          |       |
| 10 octobre | Jakarta                  | Dur             | 10 000 $    | Stefanie Tan              | Jessy Rompies         |       |
| 10 octobre | Hua Hin                  | Dur             | 10 000 $    | Li Yixuan                 | Katharina Lehnert     |       |
| 10 octobre | Hammamet                 | Terre battue    | 10 000 $    | Fernanda Brito            | Marie Témin           |       |
| 10 octobre | Antalya                  | Terre battue    | 10 000 $    | Ayla Aksu                 | Ágnes Bukta           |       |
| 17 octobre | Charm el-Cheikh          | Dur             | 100 000 $   | Donna Vekić               | Sara Sorribes Tormo   |       |
| 17 octobre | Saguenay                 | Dur (int.)      | 50 000 $    | Catherine Bellis          | Bianca Andreescu      |       |
| 17 octobre | Suzhou                   | Dur             | 50 000 $    | Chang Kai-chen            | Wang Yafan            |       |
| 17 octobre | Joué-lès-Tours           | Dur (int.)      | 50 000 $    | Maryna Zanevska           | Elena Gabriela Ruse   |       |
| 17 octobre | Hamamatsu                | Moquette        | 25 000 $    | Shuko Aoyama              | Ksenia Lykina         |       |
| 17 octobre | Lagos                    | Dur             | 25 000 $    | Conny Perrin              | Tadeja Majerič        |       |
| 17 octobre | Bol                      | Terre battue    | 10 000 $    | Gabriela Pantůčková       | Ani Mijačika          |       |
| 17 octobre | Ismaning                 | Moquette (int.) | 10 000 $    | Anastasia Zarytska        | Tess Sugnaux          |       |
| 17 octobre | Santa Margherita di Pula | Terre battue    | 10 000 $    | Vanda Lukács              | Katarina Zavatska     |       |
| 17 octobre | Hua Hin                  | Dur             | 10 000 $    | Bunyawi Thamchaiwat       | Natalija Kostić       |       |
| 17 octobre | Hammamet                 | Terre battue    | 10 000 $    | Chiraz Bechri             | Jade Suvrijn          |       |
| 17 octobre | Antalya                  | Terre battue    | 10 000 $    | Ayla Aksu                 | Ágnes Bukta           |       |
| 24 octobre | Poitiers                 | Dur (int.)      | 100 000 $   | Océane Dodin              | Lauren Davis          |       |
| 24 octobre | Tampico                  | Dur             | 50 000 $ +H | Sofya Zhuk                | Varvara Flink         |       |
| 24 octobre | Bendigo                  | Dur             | 50 000 $    | Risa Ozaki                | Asia Muhammad         |       |
| 24 octobre | Liuzhou                  | Dur             | 50 000 $    | Nina Stojanović           | Jang Su-jeong         |       |
| 24 octobre | Macon                    | Dur             | 50 000 $    | Kayla Day                 | Danielle Collins      |       |
| 24 octobre | Pereira                  | Terre battue    | 10 000 $    | María Fernanda Herazo     | Emiliana Arango       |       |
| 24 octobre | Charm el-Cheikh          | Dur             | 10 000 $    | Pemra Özgen               | Anastasia Pribylova   |       |
| 24 octobre | Loughborough             | Dur (int.)      | 10 000 $    | Elixane Lechemia          | Petra Krejsová        |       |
| 24 octobre | Héraklion                | Dur             | 10 000 $    | Valeria Savinykh          | Gabriella Taylor      |       |
| 24 octobre | Pune                     | Dur             | 10 000 $    | Sowjanya Bavisetti        | Mihika Yadav          |       |
| 24 octobre | Santa Margherita di Pula | Terre battue    | 10 000 $    | Vanda Lukács              | Elyne Boeykens        |       |
| 24 octobre | Stockholm                | Dur (int.)      | 10 000 $    | Iga Świątek               | Laura-Ioana Andrei    |       |
| 24 octobre | Hammamet                 | Terre battue    | 10 000 $    | Oleksandra Korashvili     | Guadalupe Pérez Rojas |       |
| 24 octobre | Antalya                  | Terre battue    | 10 000 $    | Ágnes Bukta               | Ulyana Ayzatulina     |       |
| 31 octobre | Canberra                 | Dur             | 50 000 $    | Risa Ozaki                | Georgia Brescia       |       |
| 31 octobre | Toronto                  | Dur (int.)      | 50 000 $    | Catherine Bellis          | Jesika Malečková      |       |
| 31 octobre | Scottsdale               | Dur             | 50 000 $    | Beatriz Haddad Maia       | Kristie Ahn           |       |
| 31 octobre | Chenzhou                 | Dur             | 25 000 $    | Dalma Gálfi               | Riko Sawayanagi       |       |
| 31 octobre | Stellenbosch             | Dur             | 10 000 $    | Chanel Simmonds           | Kaitlyn Christian     |       |
| 31 octobre | Cúcuta                   | Terre battue    | 10 000 $    | Fernanda Brito            | María Fernanda Herazo |       |
| 31 octobre | Charm el-Cheikh          | Dur             | 10 000 $    | Melanie Klaffner          | Ana Vrljić            |       |
| 31 octobre | Sheffield                | Dur (int.)      | 10 000 $    | Petra Krejsová            | Lou Brouleau          |       |
| 31 octobre | Héraklion                | Dur             | 10 000 $    | Ioana Diana Pietroiu      | Gabriella Taylor      |       |
| 31 octobre | Santa Margherita di Pula | Terre battue    | 10 000 $    | Vanda Lukács              | Ylena In-Albon        |       |
| 31 octobre | Casablanca               | Terre battue    | 10 000 $    | Georgina García Pérez     | Fatma Al-Nabhani      |       |
| 31 octobre | Oslo                     | Dur (int.)      | 10 000 $    | Jacqueline Cabaj Awad     | Amanda Carreras       |       |
| 31 octobre | Stockholm                | Dur (int.)      | 10 000 $    | Isabella Shinikova        | Kristína Schmiedlová  |       |
| 31 octobre | Hammamet                 | Terre battue    | 10 000 $    | Jil Teichmann             | Diana Enache          |       |
| 31 octobre | Antalya                  | Terre battue    | 10 000 $    | Ayla Aksu                 | Tayisiya Morderger    |       |

### Novembre
| Date        | Lieu du tournoi       | Surface         | Dotation    | Vainqueur                | Finaliste                | Score |
| ----------- | --------------------- | --------------- | ----------- | ------------------------ | ------------------------ | ----- |
| 7 novembre  | Tokyo                 | Dur             | 100 000 $   | Zhang Shuai              | Dalma Gálfi              |       |
| 7 novembre  | Waco                  | Dur             | 50 000 $    | Beatriz Haddad Maia      | Grace Min                |       |
| 7 novembre  | Pune                  | Dur             | 25 000 $ +H | Irina Khromacheva        | Riko Sawayanagi          |       |
| 7 novembre  | Minsk                 | Dur (int.)      | 25 000 $    | Anastasia Frolova        | Anna Kalinskaya          |       |
| 7 novembre  | Bratislava            | Dur (int.)      | 25 000 $    | Andreea Mitu             | Denisa Allertová         |       |
| 7 novembre  | Stellenbosch          | Dur             | 10 000 $    | Chanel Simmonds          | Margarita Lazareva       |       |
| 7 novembre  | Charm el-Cheikh       | Dur             | 10 000 $    | Julia Wachaczyk          | Angelina Shakhraychuk    |       |
| 7 novembre  | Vinaròs               | Terre battue    | 10 000 $    | Andrea Gámiz             | Jessika Ponchet          |       |
| 7 novembre  | Shrewsbury            | Dur (int.)      | 10 000 $    | Petra Krejsová           | Tess Sugnaux             |       |
| 7 novembre  | Héraklion             | Dur             | 10 000 $    | Raluca Georgiana Șerban  | Gabriella Taylor         |       |
| 7 novembre  | Solarino              | Moquette        | 10 000 $    | Dalila Spiteri           | Anna Remondina           |       |
| 7 novembre  | Casablanca            | Terre battue    | 10 000 $    | Oana Georgeta Simion     | Daiana Negreanu          |       |
| 7 novembre  | Hammamet              | Terre battue    | 10 000 $    | Katharina Hobgarski      | Carolina Meligeni Alves  |       |
| 7 novembre  | Antalya               | Terre battue    | 10 000 $    | Tayisiya Morderger       | Dana Kremer              |       |
| 14 novembre | Shenzhen              | Dur             | 100 000 $   | Peng Shuai               | Patricia Maria Țig       |       |
| 14 novembre | Toyota                | Moquette (int.) | 50 000 $ +H | Aryna Sabalenka          | Lizette Cabrera          |       |
| 14 novembre | Zawada                | Moquette (int.) | 25 000 $    | Quirine Lemoine          | Laura Schaeder           |       |
| 14 novembre | Stellenbosch          | Dur             | 10 000 $    | Julyette Maria Steur     | Chanel Simmonds          |       |
| 14 novembre | Charm el-Cheikh       | Dur             | 10 000 $    | Sarah-Rebecca Sekulic    | Julia Wachaczyk          |       |
| 14 novembre | Benicarló             | Terre battue    | 10 000 $    | Jessika Ponchet          | Amanda Carreras          |       |
| 14 novembre | Helsinki              | Moquette (int.) | 10 000 $    | Karen Barritza           | Elena Rybakina           |       |
| 14 novembre | Héraklion             | Dur             | 10 000 $    | Raluca Georgiana Șerban  | Nina Kruijer             |       |
| 14 novembre | Solarino              | Moquette        | 10 000 $    | Ludmilla Samsonova       | Kelly Versteeg           |       |
| 14 novembre | Rabat                 | Terre battue    | 10 000 $    | Georgina García Pérez    | Fatma Al-Nabhani         |       |
| 14 novembre | Hammamet              | Terre battue    | 10 000 $    | Katharina Hobgarski      | Yasmine Mansouri         |       |
| 14 novembre | Antalya               | Terre battue    | 10 000 $    | Olga Danilović           | Vivien Juhászová         |       |
| 21 novembre | Valence               | Terre battue    | 25 000 $ +H | Jasmine Paolini          | Quirine Lemoine          |       |
| 21 novembre | Nashville             | Dur (int.)      | 25 000 $    | Gabriela Dabrowski       | Jennifer Elie            |       |
| 21 novembre | Santiago              | Terre battue    | 10 000 $    | Paula Cristina Gonçalves | Daniella Seguel          |       |
| 21 novembre | Charm el-Cheikh       | Dur             | 10 000 $    | Sarah-Rebecca Sekulic    | Brenda Njuki             |       |
| 21 novembre | Héraklion             | Dur             | 10 000 $    | Marta Paigina            | Cristiana Ferrando       |       |
| 21 novembre | Solarino              | Moquette        | 10 000 $    | Alice Matteucci          | Klaartje Liebens         |       |
| 21 novembre | Hua Hin               | Dur             | 10 000 $    | Natela Dzalamidze        | Nudnida Luangnam         |       |
| 21 novembre | Hammamet              | Terre battue    | 10 000 $    | Katharina Hobgarski      | Gaia Sanesi              |       |
| 21 novembre | Antalya               | Terre battue    | 10 000 $    | Ágnes Bukta              | Dana Kremer              |       |
| 28 novembre | Santiago              | Terre battue    | 25 000 $    | Tamara Zidanšek          | Paula Cristina Gonçalves |       |
| 28 novembre | Le Caire              | Terre battue    | 10 000 $    | Bojana Marinković        | Jelena Stojanovic        |       |
| 28 novembre | Castellón de la Plana | Terre battue    | 10 000 $    | Isabelle Wallace         | Andrea Gámiz             |       |
| 28 novembre | Ramat Gan             | Dur             | 10 000 $    | Deniz Khazaniuk          | Miriam Kolodziejová      |       |
| 28 novembre | Cordenons             | Moquette (int.) | 10 000 $    | Laura-Ioana Andrei       | Laura Schaeder           |       |
| 28 novembre | Hua Hin               | Dur             | 10 000 $    | Andrea Ka                | Hsu Chieh-yu             |       |
| 28 novembre | Hammamet              | Terre battue    | 10 000 $    | Carolina Meligeni Alves  | Gaia Sanesi              |       |
| 28 novembre | Antalya               | Terre battue    | 10 000 $    | Ágnes Bukta              | Vanda Lukács             |       |

### Décembre
| Date        | Lieu du tournoi         | Surface      | Dotation     | Vainqueur                  | Finaliste             | Score |
| ----------- | ----------------------- | ------------ | ------------ | -------------------------- | --------------------- | ----- |
| 5 décembre  | La Paz                  | Terre battue | 10 000 $     | Victoria Rodríguez         | Victoria Bosio        |       |
| 5 décembre  | Djibouti                | Dur          | 10 000 $     | Margarita Lazareva         | Riya Bhatia           |       |
| 5 décembre  | Le Caire                | Terre battue | 10 000 $     | Veronica Miroshnichenko    | Inês Murta            |       |
| 5 décembre  | Nules                   | Terre battue | 10 000 $     | Olga Sáez Larra            | Oleksandra Korashvili |       |
| 5 décembre  | Solapur                 | Dur          | 10 000 $     | Diāna Marcinkēviča         | Anastasia Gasanova    |       |
| 5 décembre  | Ramat Gan               | Dur          | 10 000 $     | Marta Paigina              | Deniz Khazaniuk       |       |
| 5 décembre  | Ortisei                 | Dur (int.)   | 10 000 $     | Laura-Ioana Andrei         | Deborah Chiesa        |       |
| 5 décembre  | Hammamet                | Terre battue | 10 000 $     | Valentíni Grammatikopoúlou | Jelena Simić          |       |
| 5 décembre  | Antalya                 | Terre battue | 10 000 $     | Tayisiya Morderger         | Dia Evtimova          |       |
| 12 décembre | Dubaï                   | Dur          | 100 000 $ +H | Hsieh Su-wei               | Natalia Vikhlyantseva |       |
| 12 décembre | Pune                    | Dur          | 25 000 $     | Tamara Zidanšek            | Polina Monova         |       |
| 12 décembre | Santa Cruz de la Sierra | Terre battue | 10 000 $     | Victoria Rodríguez         | Fernanda Brito        |       |
| 12 décembre | Djibouti                | Dur          | 10 000 $     | Margarita Lazareva         | Riya Bhatia           |       |
| 12 décembre | Le Caire                | Terre battue | 10 000 $     | Veronica Miroshnichenko    | Victoria Muntean      |       |
| 12 décembre | Casablanca              | Terre battue | 10 000 $     | Cristina Ene               | Oana Georgeta Simion  |       |
| 12 décembre | Hammamet                | Terre battue | 10 000 $     | Carolina Meligeni Alves    | Jelena Simić          |       |
| 12 décembre | Antalya                 | Terre battue | 10 000 $     | Kateryna Sliusar           | Oleksandra Andrieieva |       |
| 19 décembre | Ankara                  | Dur (int.)   | 50 000 $     | Ivana Jorović              | Vitalia Diatchenko    |       |
| 19 décembre | Navi Mumbai             | Dur          | 25 000 $     | Lu Jia-Jing                | Tamara Zidanšek       |       |
| 19 décembre | Casablanca              | Terre battue | 10 000 $     | Panna Udvardy              | Eleni Kordolaimi      |       |
| 26 décembre | Hong Kong               | Dur          | 10 000 $     | Olga Doroshina             | Nudnida Luangnam      |       |
| 26 décembre | Rabat                   | Terre battue | 10 000 $     | Joséphine Boualem          | Panna Udvardy         |       |